# Округ Пребл (Охајо)
Пребл (енгл. Preble County) је округ у америчкој савезној држави Охајо.

## Демографија
По попису из 2010. године број становника је 42.270, што је 67 (-0,2%) становника мање него 2000. године.
| Група             | 2000.          | 2010.          |
| Белци             | 41.577 (98,2%) | 41.088 (97,2%) |
| Афроамериканци    | 136 (0,3%)     | 180 (0,4%)     |
| Азијати           | 111 (0,3%)     | 170 (0,4%)     |
| Хиспаноамериканци | 181 (0,4%)     | 254 (0,6%)     |
| Укупно            | 42.337         | 42.270         |